# カワキヲアメク
『カワキヲアメク』は、美波の1枚目のシングル。2019年1月30日にフライングドッグより発売された。

## 概要
デビューシングル。表題曲の「カワキヲアメク」はテレビアニメ『ドメスティックな彼女』のオープニングテーマに起用された。
2019年5月29日にApple Music、Spotify、LINE MUSICほか主要ストリーミングサービスにて配信。
2025年現在、YouTubeで公開されている表題曲「カワキヲアメク」のMVの再生数が2.3億回を突破している。

### 仕様
「通常盤」「アニメ盤」の2形態で発売。4曲目が異なる。合わせて全5曲収録のため、オリコンではCD盤ではシングル、デジタル盤はアルバム扱いとなっている。

## チャート成績
- 2019年2月11日付のオリコン週間ランキングでは初動6千枚を売り上げ、週間14位にランクインした。

## ミュージック・ビデオ
全て監督はtissue、アニメーション制作はうらたあさお（UrataAsao）
- 「main actor」 - 2018年2月21日に公開。再生数2566万回以上。
- 「ライラック」 - 2018年6月12日に公開。再生数6866万回以上。
- 「ホロネス」 - 2018年8月3日に公開。再生数3802万回以上。
- 「カワキヲアメク」 - 2019年1月29日に公開。再生数1.7億回以上。

## 収録曲

### 通常盤
全曲作詞・作曲：美波
1. カワキヲアメク [4:11]
2. main actor [5:31]
3. ライラック [5:02]
4. ホロネス [5:17]

### アニメ盤
全曲作詞・作曲：美波
1. カワキヲアメク [4:11]
2. main actor [5:31]
3. ライラック [5:02]
4. Prologue [5:30]

## クレジット
- ギター - Otsuka Takumi
- ベース - Nanbu Kazuma
- ベース - Kei Nakamura
- ドラム - Takashimizu Kandai
- ドラム - YamauchimasshoiYu
- ピアノ - Iga Takuro
- ストリングス - Muroya Strings

### 動画
1. ↑  “美波「カワキヲアメク」MV”. YouTube (2019年1月29日). 2024年1月20日閲覧。